# Euphorbia malvana
Euphorbia malvana är en törelväxtart som beskrevs av René Charles Maire. Euphorbia malvana ingår i släktet törlar, och familjen törelväxter. Inga underarter finns listade i Catalogue of Life.